# Kalvola
Kalvola est une ancienne municipalité du sud-ouest de la Finlande, dans la région du Kanta-Häme. Elle a fusionné avec la ville d'Hämeenlinna le 1er janvier 2009.
Le centre administratif de la commune est situé à Iittala. Ce nom est très connu par tous les Finlandais car c'est la commune de naissance du groupe Iittala, le plus important groupe finlandais de verre, céramique et vaisselle du pays. Le village abrite toujours la principale verrerie du groupe.
L'ancienne commune est traversée par l'autoroute Helsinki-Tampere (nationale 3 - E12) et située au sud du grand lac Vanajavesi. Elle compte 25 villages mais Iittala concentre près des 3/4 de la population.
C'est la commune de naissance de l'ancien hockeyeur Marko Palo ainsi que de Hannu Toivonen, gardien des Bruins de Boston de la Ligue nationale de hockey.